# Simfonični orkester
Simfónični orkéster je veččlanska glasbeno-instrumentalna zasedba, v kateri sodelujejo glasbeniki, ki izvajajo glasbo na pihala, trobila, tolkala in godala. Edino brenkalo, ki se pojavlja v klasični zasedbi simfoničnega orkestra, je harfa. Pogosto to zasedbo dopolnjuje še pevski zbor ali orgle.
Simfonični orkester, v katerem v parih (tj. po dva instrumenta vsake vrste) sodelujejo pihala (flavta, oboa, klarinet, fagot) in trobila (rog, trobenta, pozavna) z izjemo tube, imenujemo zasedba a due. Notni zapis, v katerem je pregledno predstavljena simfonična skladba, imenujemo partitura. Izvleček iz partiture, ki ga izvaja posamezni glasbenik v zasedbi, imenujemo part.

## Instrumentacija glede na glasbeno-zgodovinska obdobja
| pihala 2 flavti 2 oboi 2 klarineta (v C, B ali A) 2 fagota trobila 2 ali 4 rogovi (poljubno uglašeni) 2 trobenti (poljubno uglašene) tolkala 2 timpana godala 6 violin I 6 violin II 4 viole 3 violončeli 2 kontrabasa | pihala (piccolo) 2 flavti 2 oboi (angleški rog) 2 klarineta v B ali A (basovski klarinet v B ali A) 2 fagota (kontrafagot) trobila 4 rogovi v F (včasih drugače uglašeni) 2 trobenti v F (včasih drugače uglašeni) (2 korneta v B) 3 pozavne (2 tenorski, 1 basovska) (tuba) tolkala 3 timpani vojaški boben gran cassa činele triangel tamburin zvončki strunska glasbila harfa 14 violin I 12 violin II 10 viol 8 violončel 6 kontrabasov | pihala piccolo 3 flavte 3 oboe (angleški rog) klarinet v Es 3 klarineti v B, A ali C basovski klarinet 3 fagoti kontrafagot trobila 4-8 rogovi v F 3-4 trobente v F, C, B 3-4 pozavne (2-3 tenorske, 1 basovska) (wagnerjeve tube (2 tenorski, 2 basovski)) 1-2 tubi tolkala 4 ali več timpanov vojaški boben gran cassa činele tam-tam triangel tamburin zvončki ksilofon zvonovi instrumenti s tipkami klavir čelesta strunska glasbila 2 harfi 16 violin I 16 violin II 12 viol 10 violončel 8 kontrabasov | pihala piccolo 2-3 flavte 2-3 oboe angleški rog 2-3 klarineti v B, A basovski klarinet (in/ali klarinet v Es) (saksofon) 2-3 fagot kontrafagot trobila 4 rogovi v F 3-4 trobente v C 3 pozavne (2 tenorski, 1 basovska) (evfonij) tuba tolkala(velike razlike glede na skladateljeve potrebe) timpani vojaški boben tenorski boben gran cassa činele tam-tam triangel wood block tamburin zvončki ksilofon vibrafon zvonovi marimba glasbila s tipkami čelesta klavir strunska glasbila 2 harfi 16-18 violin I 14-16 violin II 12-14 viol 10-12 violončel 8-10 kontrabasov |  |